# 愛知県立西尾高等学校
愛知県立西尾高等学校（あいちけんりつ にしおこうとうがっこう）は、愛知県西尾市桜町に所在する公立高等学校。

## 沿革

### 旧西尾高等女学校
- 1918年（大正7年）2月22日 - 西尾町立西尾高等女学校、設立認可される[広報 1]。
- 1923年（大正12年）4月1日 - 県立移管により愛知県立西尾高等女学校と改称。
- 1948年（昭和23年）4月1日 - 学制改革により愛知県立幡豆高等学校となる。

### 旧制西尾中学校
- 1926年（大正15年） - 愛知県立西尾中学校設立（旧制）。
- 1948年（昭和23年）4月1日 - 学制改革により愛知県立西尾高等学校となる。

### 西尾高等学校
- 1948年（昭和23年）10月1日 - 愛知県立幡豆高等学校と愛知県立西尾高等学校が合併して（新）愛知県立西尾高等学校となり、男女共学となる。
- 1949年（昭和24年） - 総合制実施により愛知県立西尾実業高等学校と合併。一色町及び吉田町の定時制農業課程も分校として併置。
- 1950年（昭和25年） - 高等学校再配置転換により、旧西尾実業高等学校（現愛知県立鶴城丘高等学校）および吉田分校が分離。
- 1952年（昭和27年）4月1日 - 一色分校が愛知県立一色高等学校として分離独立。
- 1995年（平成7年） - 講堂兼体育館改築。
- 2009年（平成21年） - 特別教室図書館棟竣工。
- 2017年（平成29年）6月28日 - 西尾高校の通用門門柱を含む13校の門柱（愛知県立旧制学校の門柱）が国の登録有形文化財に登録された[1][2]。
- 2018年（平成30年） - 創立100周年。記念事業としてランニングコースが設置される。
- 2026年（令和8年）4月 - 附属中学校を開校させることで中高一貫校となり、中学校に国際探究コース（80名）を設置予定[3]。

## 教育目標
教育基本法に則り、知性高く、情操豊かで、進取の気性、自主的な精神、強固な克己心を備えた健康な国民を育成する。

## 著名な出身者

### 学術
- 加古宜士（元早稲田大学商学学術院教授）
- 浅井基文（政治学者、元外交官）
- 道場親信（社会学者、元和光大学教授）

### 政治家
- 大村秀章（愛知県知事、元衆議院議員）
- 石井拓（元衆議院議員）
- 本多貫一（元西尾市長）
- 中村晃毅（元西尾市長）
- 三星元人（安城市長）

### 経営者
- 榊原栄一（スギ薬局会長兼スギホールディングス社長）
- 杉浦広一（スギ薬局創業者・元社長、スギホールディングス創業者・元社長）

### 芸術
- 茨木のり子（詩人）
- 岩井俊雄（メディアアーティスト）
- 岡安辰雄（演劇評論家、ジャーナリスト）
- 加納新太（ライトノベル作家）
- 斎藤吾朗（画家）
- 名倉弘雄（日本画家）
- 牧ヒデアキ（建築家、写真家）
- 山本眞輔（彫刻家、日本芸術院会員、公益社団法人日展理事）
- 山本正之（シンガーソングライター）

### スポーツ
- 稲垣博愛（元プロ野球選手）
- 伊與田好彦（バスケットボール指導者）
- 安野努（アスレチックトレーナー）

### 芸能人・俳優
- 近藤公園（俳優）
- 小山茉美（声優）
- 颯田圭子（元CBCアナウンサー）
- 神取恭子（元メ〜テレアナウンサー）
- 塚本一平（フリーアナウンサー、ゴルフ指導者、元福井放送アナウンサー）
- 平山未夢（信越放送アナウンサー）

### その他
- 鈴木裕之（ヨーヨー世界チャンピオン）

## 最寄り駅
- 名鉄西尾線：桜町前駅